# Porto da Formosinha
O Porto da Formosinha é uma instalação portuária portuguesa, localizada no lugar da Formosinha, concelho da Madalena do Pico, ilha do Pico, arquipélago dos Açores.
Esta instalação portuária é principalmente usada para fins piscatórios e de recreio.